# Notari
|  | Per a altres significats, vegeu «Notari (desambiguació)». |

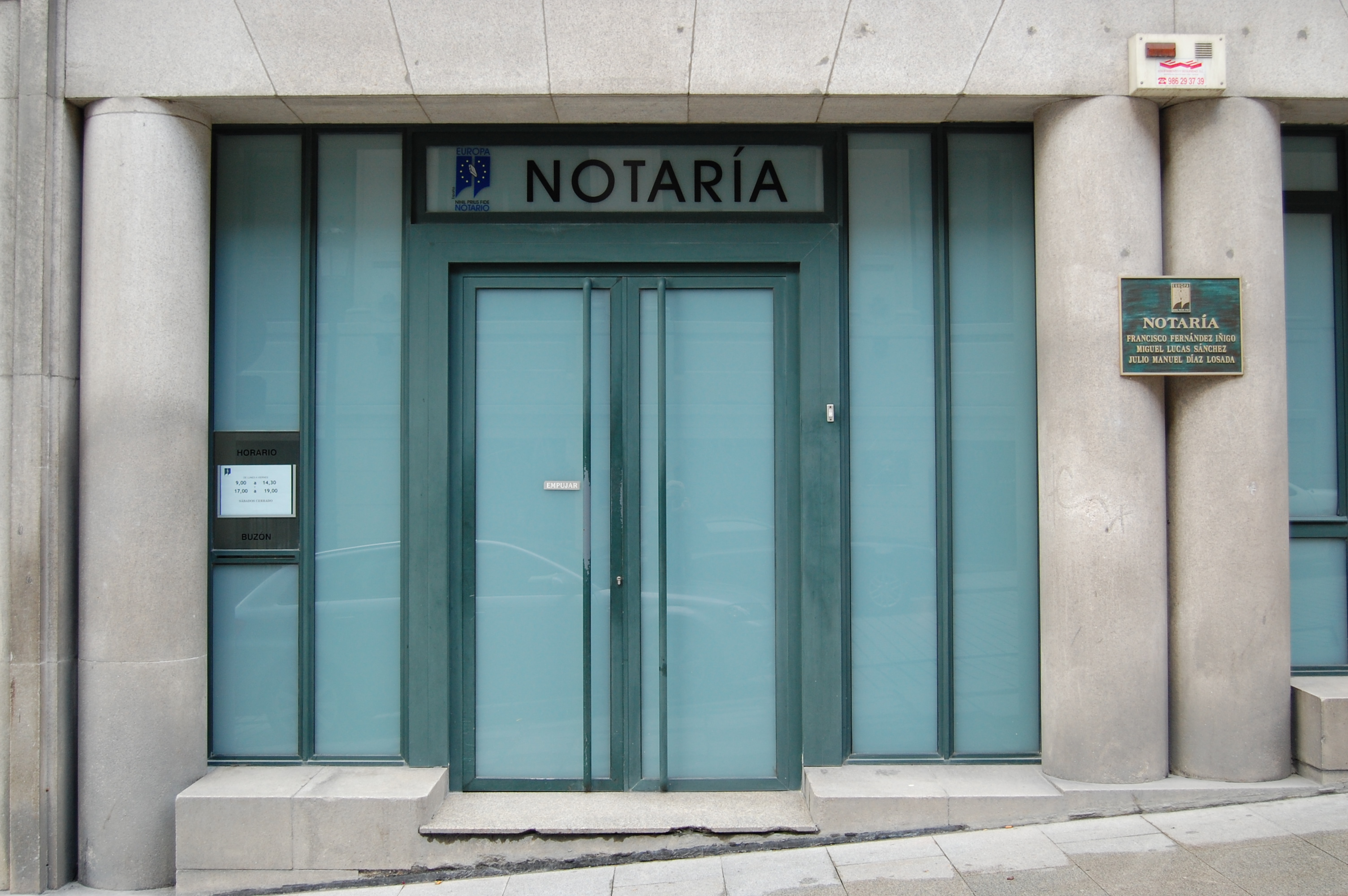
Un ofici notarial a Vigo.

El notari és, als països de tradició jurídica continental, un professional del Dret que té a càrrec seu la redacció i l'autorització en forma pública dels actes, els contractes i tota mena d'instruments, així com donar fe de llur contingut.
Encara que la regulació de la figura del notari no sigui homogènia, el notari tal com s'entén en la tradició jurídica continental o romanogermànica és present en una multitud d'estats. A Europa, hom troba notaris a estats com Espanya, França, Alemanya, Portugal, Andorra o Itàlia. Així mateix, també hi ha notaris a països de l'Europa de l'Est, com ara Rússia, on la figura del notari s'ha creat després del pas a l'economia de mercat.
Fora del continent europeu, hi ha notaris a Hispanoamèrica, a la majoria d'estats de l'Àfrica Occidental, així com a diversos països asiàtics, d'entre els quals destaquen la Xina, el Japó i el Vietnam.
També hi ha notaris en dos territoris situats dins d'estats on regeix el dret anglosaxó o common law : la província del Quebec i l'estat de Louisiana. Tots dos territoris constitueixen notables excepcions als seus respectius estats, en regir-hi el dret civil, herència de la colonització francesa. A Louisiana, els notaris són coneguts pel terme anglès notary public, que és el mateix terme que es fa servir per a referir-se a uns altres professionals del Dret, a la resta dels Estats Units, que res tenen a veure amb els notaris del dret civil o continental, coneguts en anglès com a civil law notaries.

## El notariat a l'Estat espanyol

### Naturalesa de la funció notarial
A Espanya, el notari té la condició de funcionari públic, i com a tal s'accedeix a la professió mitjançant oposició. Per a presentar-se a les proves selectives és necessari ser llicenciat en Dret. La retribució dels notaris, els anomenats «aranzels», així com la delimitació de les demarcacions notarials i les places per demarcació són una competència estatal.
D'altra banda, la figura del notari presenta aspectes del professional liberal: és un empresari, i com a tal contracta i paga els seus treballadors, i organitza el seu horari.
Abans de l'any 2000, però, els notaris no eren els únics fedataris públics en l'àmbit mercantil. Amb anterioritat a aquesta data hi havia dos tipus de fedataris públics mercantils: els notaris i els corredors de comerç. Actualment, tots dos cossos s'han unit en un de sol, encara que perdura una certa dualitat perquè no s'han unificat ni el tipus de documents ni els aranzels. Els corredors no feien escriptures públiques, sinó pòlisses, que ara també les poden fer els notaris.
Les funcions bàsiques dels actuals notaris són d'una banda donar forma jurídica a la voluntat de les parts compareixents i de l'altra donar un assessorament jurídic imparcial (mai és un notari de part) informant les parts d'allò que estan signant. També exerceix la fe pública notarial, és a dir, té el monopoli d'acreditar que allò que ell veu, sent o percep és tal com ho ha recollit als seus documents, i alhora garanteix l'autenticitat de les declaracions de voluntat realitzades pels compareixents i de què aquests estiguin en plena capacitat d'obrar.
En el supòsit de les pòlisses de comerç, aquestes funcions estan més reduïdes, ja que el document ja es porta fet al notari, que mirarà la identitat de les parts, que no hi hagi vicis i legitimarà les signatures. No li dona forma jurídica, car ja en té.

### Tipus de documents notarials
- la pòlissa de comerç documenta una contractació mercantil. Les parts porten al notari el document. Essencialment contractes de crèdits i préstecs, els avals, leasing, renting, contractes de descompte o documents de gir.
- l'escriptura pública conté una manifestació de voluntat o una prestació del consentiment de les parts contractants a les quals el notari dona forma jurídica.
- l'acta notarial és un document públic on una persona amb interès legítim requereix al notari perquè aquest doni fe d'una determinada circumstància.
- el testimoni notarial és la intervenció notarial més senzilla. El notari dona fe de què el document fotocopiat és fidel a l'original que ha pogut examinar o bé dona fe de la signatura d'una persona (ja sigui perquè la compara amb la del DNI o bé perquè ja coneix la signatura atès que aquesta persona ha signat algun altre document a la notaria).